# Lalmohania velutina
Lalmohania velutina is een straalvinnige vissensoort uit de familie van de vijlvissen (Monacanthidae). De wetenschappelijke naam van de soort is voor het eerst geldig gepubliceerd in 1994 door Hutchins.